# تشارلي ومصنع الشوكولاتة (فلم)
تشارلي ومصنع الشوكولاتة (بالإنجليزية: Charlie and the Chocolate Factory)، فيلم أمريكي من إخراج تيم برتون وهو إعادة إنتاج لذكرى سينمائية سابقة وهي ويلي وونكا ومصنع الشوكولاتة (بالإنجليزية: Willy Wonka & the Chocolate Factory) عام 1971 والذي قام ببطولته جين وايلدر وبيتر استروم، وفي 2023 تم إصدار فيلم ونكا من إخراج باول كينغ ومنتج ديفيد هيمان.

## قصة الفيلم
ويلي وونكا والذي يقوم بدوره الممثل جوني ديب يملك مصنعاً للشوكولاته. كان مصنعه في قمة نجاحه، ويستحق بأن يكون أفضل مصنعاً للحلويات آنذاك. ذلك حتى تسريب الوصفات السرية للحلويات الخاصة التي كان يشتهر مصنع ويلي وونكا بها.
بعد أن انتشرت الخلطات السرية، وتبادلتها محال بيع الحلويات والمصانع الصغرى الأخرى، أغلق ويلي وونكا مصنعه وترك جميع موظفي المصنع يذهبون في خير سبيلهم. منذ ذلك الوقت لم ير أي شخص أحداً يدخل إلى المصنع أو يخرج منه. لكن المداخن كانت تصدر البخار دائماً، والحلويات لم تتوقف عن الإنتاج والوصول إلى الأسواق.
بعد مضي 15 عاماً على إغلاق المصنع بصفة رسمية، يقرر [ويلي] بأن يضع مفاجأة لخمس أطفال سعيدي الحظ. فقد وضع خمس بطاقات ذهبية في ألواح الشوكولاتة التي ينتجها مصنعه. والخمس الأطفال الذين سيجدون هذه الحلويات سيحصلون على شرف زيارة المصنع الذي لم تطأه قدم بشري منذ 15 عاماً، ومفاجأة كبرى أخرى.
وتشاء الأقدار أن يكون الطفل الفقير [تشارلي]أحد الأطفال سعيدي الحظ الذين حصلوا على بطاقة ذهبية.
يجتمع الأطفال تحت إمرة مرشدهم ويلي وونكا إلى داخل المصنع العملاق ليكون مرشدهم الدليلي. ويمرون بمغامرات لا تنسى في مصنع الحلويات اللذيذ.

## وصلات خارجية
- مقالات تستعمل روابط فنية بلا صلة مع ويكي بيانات